# Большие Слудицы
Больши́е Слу́дицы — деревня в Гатчинском муниципальном округе Ленинградской области.

## История
Впервые упоминается в Писцовой книге Водской пятины 1500 года как деревня Лутско в Климентовском Тёсовском погосте Новгородского уезда.
Как деревня Слудица она обозначена на карте Санкт-Петербургской губернии Я. Ф. Шмидта 1770 года, но не на правом, а на левом берегу реки «Осередешъ» (Оредеж).

СЛУДИЦЫ — деревня принадлежит графине Строгоновой жителей по ревизии: 52 м. п., 50 ж. п., а генерал-майорше Пузыревской — 17 м. п. и 15 ж. п. 

В оной:

а) Господский дом

б) Харчевня  (1838 год)

Согласно карте Ф. Ф. Шуберта в 1844 году деревня Слудица насчитывала 21 крестьянский двор.

СЛУДИЦЫ — деревня графини Строгоновой по просёлочной дороге, число дворов — 17, число душ — 53 м. п. (1856 год)

СЛУДИЦЫ — деревня, число жителей по X-ой ревизии 1857 года: 85 м. п., 78 ж. п.

СЛУДИЦЫ — деревня владельческая при реке Оредеж, число дворов — 27, число жителей: 86 м. п., 79 ж. п.; Часовня православная. (1862 год)

Согласно подворной описи 1882 года:

СЛУДИЦЫ — деревня Слудицкого общества Глебовской волости
  
домов — 58, душевых наделов — 85,  семей — 34, число жителей — 101 м. п., 117 ж. п.; разряд крестьян — собственники

Согласно материалам по статистике народного хозяйства Лужского уезда 1891 года, имение при селении Слудицы общей площадью 10 676 десятин принадлежало князю П. П. Голицыну, имение было приобретено до 1868 года.
В 1900 году, согласно «Памятной книжке Санкт-Петербургской губернии», имение Слудицы-Смычково площадью 10 834 десятины принадлежало князю Павлу Павловичу Голицыну.
В конце XIX — начале XX века деревня административно относилась к Глебовской волости 1-го стана Лужского уезда Санкт-Петербургской губернии.
Согласно военно-топографической карте Петроградской и Новгородской губерний издания 1915 года деревня Большие Слудицы насчитывала 30 крестьянских дворов.
Согласно данным переписи населения СССР 1926 года в деревне Слудицы проживали 284 человека, все русские.

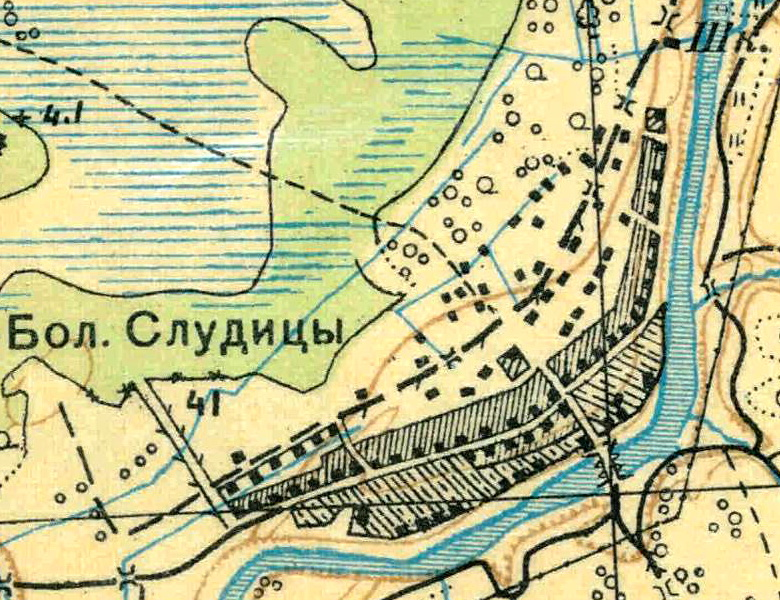
План деревни Большие Слудицы. 1931 год

Согласно топографической карте 1931 года деревня насчитывала 41 двор.
По данным 1933 года деревня Слудицы являлась административным центром Слудицкого сельсовета Красногвардейского района, в который входили 5 населённых пунктов: деревни Борисово, Клетно, Петровское, Слудицы и посёлок Слудицы, общей численностью населения 849 человек.
По данным 1936 года в состав Слудицкого сельсовета входили 8 населённых пунктов, 221 хозяйство и 7 колхозов.
Во время Великой Отечественной войны с 1 августа 1941 года находилась в оккупации, деревня была освобождена 30 января 1944 года.
В 1958 году население деревни составляло 546 человек.
Между Большими Слудицами и деревней Борисово в XVII веке был установлен межевой камень, обозначавший границу между Россией и Швецией по Столбовскому договору. Утерян в результате мелиоративных работ в 1970-х годах.
По данным 1966, 1973 и 1990 годов деревня Большие Слудицы входила в состав Минского сельсовета.
В 1997 году в деревне проживали 14 человек, в 2002 году — 42 человека (русские — 93%), в 2007 году — 9.

## География
Деревня расположена в юго-восточной части района на автодороге 41К-105 (Мины — Новинка).
Расстояние до административного центра поселения, посёлка городского типа Вырица — 21 км.
Расстояние до ближайшей железнодорожной станции Слудицы — 9 км.
Деревня находится на правом берегу реки Оредеж, к востоку от станции Слудицы.

## Демография
| 1862 | 2007 | 2010 | 2017 |
| ---- | ---- | ---- | ---- |
| 165  | ↘9   | ↗13  | ↘3   |

### Национальный состав
Согласно данным Всероссийской переписи населения 2021 года в деревне проживал 41 человек, все русские.

## Улицы
Полевая.